# Piratenpartij (België)

Piratenpartijen in de verschillende landen
Gekozen in het Europees Parlement
Nationaal gekozen
Lokaal gekozen
Ingeschreven voor verkiezingen
Geregistreerd in sommige staten
Niet geregistreerd maar actief
Status onbekend

De Piratenpartij in België (PPBE) is een politieke partij opgericht op 28 juni 2009. De beweging stelt dat de inspraak voor burgers centraal moet staan in de politiek. Het is een politieke beweging van na de digitale revolutie en wil hiervan gebruikmaken om te zorgen dat de burgers mondig en verantwoordelijk kunnen worden voor hun eigen beleid. Ze leggen een grotere nadruk op ethische dan op economische standpunten.

## Geschiedenis

### 2010
De partij werd geregistreerd bij de Federale Overheidsdienst Binnenlandse Zaken en nam deel aan de Belgische federale verkiezingen 2010 na de val van de regering in de kieskring Brussel-Halle-Vilvoorde. De partij behaalde bij deze verkiezingen 0,26% van de stemmen.

### 2012
De Piratenpartij diende voor de provincieraadsverkiezingen lijsten in in West-Vlaanderen, Oost-Vlaanderen, Antwerpen, Vlaams-Brabant, Henegouwen, Namen en Luik
Voor de gemeenteraadsverkiezingen kwam de partij op in een aantal gemeenten verspreid over België, namelijk:
- Vlaanderen: Beernem, De Haan, Gent, Antwerpen, Essen, Brasschaat, Leuven en Sint-Truiden
- Brussel: Schaarbeek, Brussel en Elsene
- Wallonië: 's-Gravenbrakel, La Louvière, Ottignies-Louvain-la-Neuve, Walcourt

In totaal werden er 53.263 stemmen opgehaald die verkiezingen, of 1,38% van de stemmen waar er werd opgekomen.

### 2014
De Piratenpartij haalde 23.169 stemmen bij de federale verkiezingen van 2014, hiermee behaalden ze 0,34%. In het kanton Gent haalde de Piratenpartij 1,28% met 2024 stemmen. Andere uitschieters waren Sint-Niklaas met 0,74%, Schoten met 1,28%, Wijnegem 1,12% en Herentals met 1,16%.

### 2018 en 2019
Bij de lokale en provincieraadsverkiezingen van 14 oktober 2018 kwam de Piratenpartij op in het arrondissement Antwerpen. Bij de regionale en federale verkiezingen van 26 mei 2019 komt de partij op in de kieskring West-Vlaanderen (Vlaams Parlement) en Antwerpen (Vlaams Parlement en Kamer).

## Kernwaarden van de Piratenpartij
"Vrijheden, solidariteit, cosmopolitisme, democratie, creativiteit, sharing, ecologie, gelijkwaardigheid en objectiviteit".

## Internationaal
De Piratenpartij is aangesloten bij de Pirate Parties International (PPI). Deze in Brussel gevestigde niet-gouvernementele organisatie (NGO) heeft als doel de ruim veertig nationale piratenpartijen te ondersteunen. Internationale samenwerking wordt als noodzakelijk gezien om de standpunten daadwerkelijk te kunnen verwezenlijken. De standpunten zijn gebaseerd op de Pirate Party Declaration of Principles. De Piratenpartij in België was ook mede-oprichter bij de Europese Piratenpartij voor de Europese verkiezingen in 2014.